# Acacia pacensis
Acacia pacensis é uma espécie de leguminosa do gênero Acacia, pertencente à família Fabaceae.